# William Lamb
William Lamb (ur. 15 marca 1779 w Londynie, zm. 24 listopada 1848 w Brocket Hall w hrabstwie Hertfordshire) – brytyjski polityk ze stronnictwa wigów, minister spraw wewnętrznych (Home Secretary, 1830–1834) i dwukrotnie premier Wielkiej Brytanii (1834 i 1835–1841), a także mentor i nauczyciel polityki młodej królowej Wiktorii.

## Życiorys
Był najstarszym synem Penistona Lamba, 1. wicehrabiego Melbourne, i Elizabeth Milbanke, córki sir Ralpha Milbanke’a, 5. baroneta. Wykształcenie odebrał w Eton College oraz w Trinity College na Uniwersytecie Cambridge. W 1805 r. poślubił lady Caroline Ponsonby, córkę lorda Bessborough. Małżonkowie mieli razem syna (ur. 1807) i córkę (ur. 1809), która zmarła niedługo po narodzinach (syn zmarł w latach 30.). W 1812 r. lady Caroline nawiązała romans z lordem Byronem i małżonkowie znaleźli się w separacji. Caroline zmarła w 1828 r.
W 1806 r. Lamb został wybrany do Izby Gmin w wyborach uzupełniających w okręgu Leominster. Miejsce w parlamencie utracił po wyborach powszechnych w listopadzie 1806 r. W latach 1807–1812 reprezentował okręg wyborczy Portarlington. W 1816 r. uzyskał mandat z okręgu Peterborough. Od 1819 r. był reprezentantem okręgu Hertfordshire. Lamb przegrał wybory 1826 r., ale już w 1827 r. uzyskał mandat w okręgu Newport na wyspie Wight, który wkrótce zamienił na okręg wyborczy Bletchingley. Po śmierci ojca w 1828 r. odziedziczył tytuł 2. wicehrabiego Melbourne i zasiadł w Izbie Lordów.
Pomimo faktu, że był związany ze stronnictwem wigów, Lamb otrzymał w 1827 r. stanowisko Głównego Sekretarza Irlandii w torysowskim rządzie George’a Canninga. Pozostał na tym stanowisku w rządzie Godericha do jego upadku w 1828 r. W 1830 r. został ministrem spraw wewnętrznych w wigowskim rządzie lorda Greya. Po rezygnacji Greya w lipcu 1834 r. Melbourne został kolejnym premierem.
Król Wilhelm IV był przeciwnikiem reformatorskich działań wigowskiego gabinetu i w listopadzie 1834 r. zdymisjonował rząd. Na czele mniejszościowego rządu torysów stanął Robert Peel, jednak przedterminowe wybory w styczniu 1835 r. ponownie zakończyły się zwycięstwem wigów i w kwietniu Peel podał się do dymisji, a Melbourne powrócił na stanowisko. W 1836 r. został oskarżony o romans z Caroline Norton przez jej męża, kiedy odmówił Nortonowi zapłacenia 1400 funtów. Norton nie potrafił jednak udokumentować swoich oskarżeń i Melbourne wyszedł ze sprawy obronną ręką.
W okresie urzędowania Melbourne nastąpiła zmiana monarchy. W 1837 r. na tron wstąpiła Wiktoria. Premier stał się mentorem nowej królowej i jej nauczycielem w sprawach polityki. W sierpniu 1839 r. Melbourne podał swój gabinet do dymisji, ale Robert Peel zrezygnował z misji tworzenia rządu, kiedy napotkał sprzeciw królowej podczas próby obsadzenia stanowisk na dworze królewskim. Melbourne powrócił więc na stanowisko premiera. 25 lutego 1841 r. został członkiem Towarzystwa Królewskiego. Stanowisko premiera utracił ostatecznie w 1841 r.
Melbourne zmarł w 1848 r. Tytuł parowski odziedziczył jego młodszy brat Frederick.
Na cześć premiera w 1837 r. nazwano miasto Melbourne w Australii.

## Gabinety lorda Melbourne’a

### Pierwszy gabinet, lipiec – listopad 1834
- premier, pierwszy lord skarbu: William Lamb, 2. wicehrabia Melbourne
- lord kanclerz: Henry Brougham, 1. baron Brougham i Vaux
- lord przewodniczący Rady: Henry Petty-Fitzmaurice, 3. markiz Lansdowne
- lord tajnej pieczęci: Constantine Phipps, 2. hrabia Mulgrave
- minister spraw wewnętrznych: John Ponsonby, wicehrabia Duncannon
- minister spraw zagranicznych: Henry Temple, 3. wicehrabia Palmerston
- minister wojny i kolonii: Thomas Spring Rice
- pierwszy lord Admiralicji: George Eden, 2. baron Auckland
- kanclerz skarbu: John Spencer, wicehrabia Althorp
- przewodniczący Zarządu Handlu: Charles Thomson
- przewodniczący Rady Kontroli: Charles Grant
- zarządca mennicy: James Abercromby
- pierwszy komisarz ds. lasów: John Hobhouse
- Kanclerz Księstwa Lancaster: Henry Vassall-Fox, 3. baron Holland
- płacmistrz armii: lord John Russell
- sekretarz ds. wojny: Edward Ellice

### Drugi gabinet, kwiecień 1835 – sierpień 1839
- premier, pierwszy lord skarbu: William Lamb, 2. wicehrabia Melbourne
- lord kanclerz: urząd komisyjny
- lord przewodniczący Rady: Henry Petty-Fitzmaurice, 3. markiz Lansdowne
- lord tajnej pieczęci, pierwszy komisarz ds. lasów: John Ponsonby, wicehrabia Duncannon
- minister spraw wewnętrznych: lord John Russell
- minister spraw zagranicznych: Henry Temple, 3. wicehrabia Palmerston
- minister wojny i kolonii: Charles Grant, 1. baron Glenelg
- pierwszy lord Admiralicji: George Eden, 2. baron Auckland
- kanclerz skarbu: Thomas Spring Rice
- przewodniczący Zarządu Handlu: Charles Thomson
- przewodniczący Rady Kontroli: John Hobhouse
- Kanclerz Księstwa Lancaster: Henry Vassall-Fox, 3. baron Holland
- sekretarz ds. wojny: Henry Grey, wicehrabia Howick

Zmiany
- wrzesień 1835 r. – lord Minto zastępuje lorda Aucklanda na stanowisku pierwszego lorda Admiralicji
- styczeń 1836 r. – lord Cottenham zostaje Lordem Kanclerzem
- luty 1839 r. – lord Normanby zastępuje lord Glenelga na stanowisku ministra wojny i kolonii

### Trzeci gabinet, sierpień 1839 – wrzesień 1841
- premier, pierwszy lord skarbu: William Lamb, 2. wicehrabia Melbourne
- lord kanclerz: Charles Pepys, 1. baron Cottenham
- lord przewodniczący Rady: Henry Petty-Fitzmaurice, 3. markiz Lansdowne
- lord tajnej pieczęci, pierwszy komisarz ds. lasów: John Ponsonby, wicehrabia Duncannon
- minister spraw wewnętrznych: Constantine Phipps, 1. markiz Normanby
- minister spraw zagranicznych: Henry Temple, 3. wicehrabia Palmerston
- minister wojny i kolonii: lord John Russell
- pierwszy lord Admiralicji: Gilbert Elliot-Murray-Kynynmound, 2. hrabia Minto
- kanclerz skarbu: Francis Baring
- przewodniczący Zarządu Handlu: Henry Labouchere
- przewodniczący Rady Kontroli: John Hobhouse
- Kanclerz Księstwa Lancaster: Henry Vassall-Fox, 3. baron Holland
- sekretarz ds. wojny: Thomas Babington Macaulay
- Główny sekretarz Irlandii: George Howard, wicehrabia Morpeth

Zmiany
- styczeń 1840 r. – lord Clarendon zastępuje lorda Duncannona na stanowisku Lorda Tajnej Pieczęci, Duncannon pozostaje pierwszym komisarzem ds. lasów
- październik 1840 r. – lord Clarendon zastępuje lorda Hollanda na stanowisku Kanclerza Księstwa Lancaster, pozostając jednocześnie Lordem Tajnej Pieczęci
- czerwiec 1841 r. – George Grey zastępuje Clarendona na stanowisku Kanclerza Księstwa Lancaster, Clarendon pozostaje Lordem Tajnej Pieczęci